# Bryant G. Wood
Bryant G. Wood é o diretor criacionista da Associação para estudos bíblicos. O doutor Wood recebeu atenção internacional por seus estudos na antiga Jericó, a qual é objeto de atenção pela historicidade dos acontecimentos narrados na Bíblia da captura da cidade pelos israelitas. Alem disso, o doutor Wood tem escrito sobre sobre a historia dos filisteus em Canaã e tem escrito sobre os estudos arqueológicos das cidades bíblicas de Sodoma e Gomorra. Seus estudos sobre Jericó tem levado a questionamento as contundentes conclusões da doutora Kathleen Kenyon.
O doutor Wood estudou na Universidade de Siracusa, graduado em engenharia mecânica. Posteriormente obteve mestrado em engenharia mecânica do Instituto Politécnico Rensselaer em Troy, Nova Iorque. Em 1973 o doutor Wood prosseguiu em seus estudos bíblicos e arqueológicos, recebendo mestrado em historia bíblica da Universidade de Michigan em 1974 e um Ph.D. em arqueologia Sírio-palestina da Universidade de Toronto em 1985.
O Doutor Wood é um especialista em cerâmica cananeia da Idade do Bronze.É autor de "The Sociology of Pottery in Ancient Palestine" - Sociologia da Cerâmica na antiga Palestina -, que trata sobre a difusão da cerâmica e seu estilo característico durante o Bronze e a Idade do ferro - obra publicada em 1990. Também é autor de numerosos artigos sobre temas arqueológicos. Por outro lado, Wood trabalha como editor de uma publicação: "Bible and Spade".